# Campeonato Nacional da 1ª Divisão de Rugby Feminino
O Campeonato Nacional de Rugby Feminino é a principal divisão do Râguebi Feminino português. É organizado pela Federação Portuguesa de Rugby (FPR) desde o ano 2000. A partir de 2003 uma segunda variante deste desporto designada rugby sevens (Circuito Nacional de Sevens Feminino) passou a ser disputada conjuntamente. Em 2013 o Rugby Union deixou de ser disputado em detrimento do Rugby Sevens. 
A equipa dos Pescadores da Costa da Caparica, dominou as primeiras cinco edições de Rugby Union conjuntamente com a Agrária. Em 2007 o SL Benfica quebrou esse domínio e ganhou 3 edições consecutivas. O Técnico em 2010 tornou-se na quarta equipa a vencer e o SL Benfica voltou a ser vitorioso no ano seguinte. A Agrária ganhou o seu quinto título em 2012 e o SL Benfica igualou em 2013 o mesmo número de títulos na última edição em 2013. No Rugby Sevens a Agrária soma sete títulos (seis dos quais consecutivos) contra cinco do SL Benfica (quatro deles consecutivos) e um do Técnico.

## Breve história
Campeonato Nacional de Rugby Feminino (Union): O AEIS Agrária de Coimbra venceu o Campeonato Nacional por um ponto frente ao GDP Costa da Caparica em 2001/02 e venceu o mesmo sem perder um único jogo na época de 2002/03. No ano seguinte foi o GDP Costa da Caparica que repetiu a proeza do Agrária ao vencer o Campeonato Nacional pela primeira vez e também sem perder um único jogo. Em 2004/05 o AEIS Agrária de Coimbra venceu o SL Benfica por dois pontos no play-off final. Na época de 2010/11 foi a vez do SL Benfica vencer o Campeonato Nacional sem perder um único jogo com 12 pontos a mais do que o segundo classificado. Após seis anos de jejum em 2011/12 o AEIS Agrária de Coimbra venceu o Campeonato Nacional mas com os mesmos pontos que o SL Benfica na classificação geral, com a diferença de ter mais 2 pontos bónus. Por fim, em 2012/13 o SL Benfica venceu a última série do Campeonato Nacional de Rugby Union (tradicional de 15 jogadores) sem perder um único jogo e conquistando o seu 5° título.

### Circuito Nacional de Sevens Feminino
| Época   | Vencedor    | Resultado ou Pts | Finalista   |
| ------- | ----------- | ---------------- | ----------- |
| 2019–20 |             |                  |             |
| 2018–19 | Sporting CP | 21-10            | SL Benfica  |
| 2017–18 | Sporting CP | 123 pts          | SL Benfica  |
| 2016–17 | Sporting CP | –                | SC Porto    |
| 2015–16 | SL Benfica  | -                | Sporting CP |
| 2014–15 | SL Benfica  | 26-14            | CR Técnico  |
| 2013–14 | SL Benfica  | 29-0             | SC Porto    |
| 2012–13 | SL Benfica  | 22-0             | CR Técnico  |
| 2011–12 | CR Técnico  | -                |             |
| 2010–11 | Agrária     | -                | SL Benfica  |
| 2009–10 | SL Benfica  | -                |             |
| 2008–09 | Agrária     | -                |             |
| 2007–08 | Agrária     | -                |             |
| 2006–07 | Agrária     | -                |             |
| 2005–06 | Agrária     | -                |             |
| 2004–05 | Agrária     | -                |             |
| 2003–04 | Agrária     | -                |             |

### Rugby Sevens Títulos
| Clube       | Títulos | Edições                                  |
| Agrária     | 7       | 2004, 2005, 2006, 2007, 2008, 2009, 2011 |
| SL Benfica  | 5       | 2010, 2013, 2014, 2015, 2016             |
| Sporting CP | 3       | 2017, 2018, 2019                         |
| CR Técnico  | 1       | 2012                                     |

### Campeonato Nacional de Rugby Feminino (Union)
| Época   | Vencedor          | Resultado | Finalista         |
| 2012/13 | SL Benfica        | 38-0      | Agrária           |
| 2011/12 | Agrária           | -         | CR Técnico        |
| 2010/11 | SL Benfica        | -         |                   |
| 2009/10 | CR Técnico        | -         | SL Benfica        |
| 2008/09 | SL Benfica        | -         |                   |
| 2007/08 | SL Benfica        | 21-3      | Agrária           |
| 2006/07 | SL Benfica        | -         |                   |
| 2005/06 | Agrária           | -         |                   |
| 2004/05 | Agrária           | -         | SL Benfica        |
| 2003/04 | Costa da Caparica | -         | Agrária           |
| 2002/03 | Agrária           | -         |                   |
| 2001/02 | Agrária           | -         | Costa da Caparica |
| 2000/01 | Costa da Caparica | -         |                   |

### Rugby Union Títulos
| Clube             | Títulos | Edições                      |
| Agrária           | 5       | 2002, 2003, 2005, 2006, 2012 |
| SL Benfica        | 5       | 2007, 2008, 2009, 2011, 2013 |
| Costa da Caparica | 2       | 2001, 2004                   |
| CR Técnico        | 1       | 2010                         |